# Hur tänker hon?
Hur tänker hon? är en komisk monolog med den svenska komikern Johan Rheborg. Rheborg rannsakar sin hjärna för att svara på den klassiska frågan ”Vad vill kvinnor egentligen?”. Det är en enmansföreställning där Rheborg spelar alla karaktärerna. Huvudpersonen heter Peter Johansson och är säljare på Elgiganten i Länna. De andra karaktärerna som dyker upp under föreställningens gång är fem killar i Peters omgivning - hans chef Hans-Göran Karnemark, Joakim Green, Claes Keddy, Ronny Söderberg och Lorens Hedström.
När föreställningen börjar möter vi en mycket förvirrad Peter Johansson. Han har precis funnit sin drömkvinna och friat till henne – och hon besvarar det med att dumpa honom. Varför, tänker han? Själv har han ingen aning och knappast blir det bättre av de ”goda råd” han får från sina killkompisar och sin chef. Pjäsen sattes upp på Chinateatern i Stockholm och regisserades av Tomas Alfredson.